# Лили Колинс
Лили Колинс (на английски: Lily Collins) е британско-американска актриса.

## Биография
Родена е на 18 март 1989 г. в Гилфърд, Великобритания. Нейни родители са британският музикант Фил Колинс и втората му съпруга Джил Тавелман. Първите шест години от живота си Лили Колинс прекарва в Графство Западен Съсекс. След това, вследствие на раздялата на родителите ѝ, заминава с майка си за Съединените американски щати и заживява в Лос Анджелис. Колинс следва журналистика в Южнокалифорнийския университет, но прекъсва обучението си, за да се посвети на актьорската си кариера.
Първата си роля изиграва на двегодишна възраст, когато участва в британския ситком „Growing Pains“. През 2009 година има гост участие в два епизода от американския тийнейджърски сериал „90210“. През същата година изпълнява ролята на екранната дъщеря на Сандра Бълок във филма „Невидима зона“. През 2011 година участва в два филма – „Свещеник“ и „Отвлечен“. През 2012 година играе главна роля като Снежанка в игралния филм „Огледалце, огледалце“.
В „Stuck In Love" играе заедно с Кристен Бел, Логан Лерман и Стивън Кинг. През 2013 г. участва в „Учителят по английски“ редом до Джулиан Мур.
През есента на 2012 г. започват снимките на „Реликвите на смъртните: Град от кости“, където Колинс изпълнява главната роля на Клеъри Фрей. Филмът е екранизация по първия роман от хитовата поредица на Касандра Клеър „Реликвите на смъртните“. В него тя играе редом до Джейми Кембъл Бауър, Лена Хийди, Джонатан Риис Майърс, Кевин Зегерс, Робърт Шийън и др. „Град от кости“ тръгва по екраните през август 2013 г.
През 2013 г. снима „С любов, Роузи“ заедно със Сам Клафлин.
От 2020 г. играе главната роля в сериала „Емили в Париж“ по Нетфликс.
В интимен план има краткосрочни връзки с актьорите Тейлър Лаутнър и Зак Ефрон. През 2012 г. започва да излиза с колегата си от „Град от кости“ Джейми Кембъл Бауър.

## Филмография
| Година | Заглавие на български                   | Оригинално заглавие                   | Роля            | Режисьор | Бележки |
| ------ | --------------------------------------- | ------------------------------------- | --------------- | -------- | ------- |
| 2009   | „90210“                                 | 90210                                 | Phoebe Abrams   |          |         |
| 2009   | „Невидима зона“                         | The Blind Side                        | Колинс Тухи     |          |         |
| 2011   | „Свещеник“                              | Priest                                | Lucy Pace       |          |         |
| 2011   | „Отвлечен“                              | Abduction                             | Карън           |          |         |
| 2012   | „Огледалце, огледалце“                  | Mirror Mirror                         | Снежанка        |          |         |
| 2012   | „Лудо влюбени“                          | Stuck In Love                         | Саманта Боргънс |          |         |
| 2013   | „Учителят по английски“                 | The English Teacher                   | Холи Андерсън   |          |         |
| 2013   | „Реликвите на смъртните: Град от кости“ | The Mortal Instruments: City of Bones | Клеъри Фрей     |          |         |
| 2014   | „С любов, Роузи“                        | Love, Rosie                           | Роузи Дан       |          |         |
| 2017   | „До кости“                              | To the bone                           | Елън (Ели)      |          |         |